# Life Will Kill You
Life Will Kill You är det sjunde musikalbumet av det svensk-norska hårdrocksbandet (industrial rap-metal) Clawfinger, utgivet 2007 av skivbolaget Nuclear Blast. En digipack-utgåva innehåller två bonusspår.

## Låtlista
1. "The Price We Pay" – 3:34
2. "Life Will Kill You" – 3:34
3. "Prisoners" – 3:52
4. "Final Stand" – 4:39
5. "None the Wiser" – 4:38
6. "Little Baby" – 3:46
7. "The Cure & The Poison" – 5:53
8. "Where Can We Go From Here?" – 4:05
9. "It's Your Life" – 3:28
10. "Falling" – 3:39
11. "Carnivore" – 3:13

Bonusspår på digipak-utgåvan
1. "Dying to Know" - 3:33
2. "Picture Perfect Skies" - 3:35

- Text och musik: Clawfinger

## Medverkande
Musiker (Clawfinger-medlemmar)
- Zak Tell – sång
- Jocke Skog – keyboard, bakgrundssång, gitarr, basgitarr, programmering
- Bård Torstensen – kompgitarr, bakgrundssång
- André Skaug – basgitarr
- Henka Johansson – trummor

Bidragande musiker
- Tomas Haake – trummor
- Emma Haake – cello
- Barbie Swan – bakgrundssång

Produktion
- Clawfinger – producent, ljudtekniker
- Bård Torstensen – ljudtekniker
- Jocke Skog – ljudmix
- Björn Engelmann – mastering
- Joakim Hedestedt – omslagsdesign
- Zak Tell – omslagsdesign